# Белви
Белвѝ (на италиански: Belvì; на сардински: Brevìe, Бревие) е село и община в Южна Италия, провинция Нуоро, автономен регион и остров Сардиния. Разположено е на 660 m надморска височина. Населението на общината е 675 души (към 2011 г.).